# Galway Kinnell
Galway Kinnell (1. února 1927 Providence, Rhode Island – 28. října 2014) byl americký básník, překladatel, editor a prozaik. Kritika vysoce hodnotí jeho básnické dílo, za své Vybrané básně (Selected Poems, 1982) obdržel řadu literárních ocenění včetně Pulitzerovy ceny a Státní knižní ceny. Nejvydávanějšími básněmi jsou St. Francis and the Sow a After Making Love We Hear Footsteps. Jako následovník Walta Whitmana ve své poezii odmítá únik do imaginárního světa.

## Biografie
Narodil se v rhodeislandském hlavním městě Providence. V roce 1948 absolvoval na Princeton University, kde studoval spolu s básníkem W.S. Merwinem. Titul magistr umění (M.A.) obdržel na University of Rochester.
Následně procestoval Evropu, Střední východ a na Fulbrightovo stipendium pobýval v Paříži. V 60. letech sympatizoval s Hnutím za občanská práva. Po návratu do rodné země se zapojil do projektu CORE (Congress of Racial Equality; Kongresu rasové rovnoprávnosti) a pracoval v něm v louisianském Hammondu, za což byl zatčen. V roce 1968 se stal signatářem výzvy „Writers and Editors War Tax Protest,“ zavazující se neplatit daně na znamení nesouhlasu s Válkou ve Vietnamu. Své pocity z hnutí za občanská práva a zkušenosti z protiválečného protestu vložil do sbírky básní proti The Book of Nightmares (Kniha nočních můr).
Po službě u amerického námořnictva přednášel na několika vysokých školách ve Spojených státech – Kolumbijské univerzitě, jako profesor kreativního psaní na New York University, dále v Grenoblu, a také v íránském Teheránu. Zastával funkci kancléře Americké akademie básníků (American Academy of Poets). K roku 2011 žil v důchodu ve Vermontu.

## Citáty
| „                                         | Napsal jsem dlouhou báseň When the Towers Fell. Musel jsem, protože mě pronásledovala ve dne v noci. Není to politická báseň, ale báseň o New Yorku, o tom, co se tam stalo. Zdá se mi, že po útoku se z mé poezie vytratila jiskra komična, vtipu. | “ |
| — Galway Kinnel o útocích z 11. září 2001 | |   |

## Dílo

### Básnické sbírky v angličtině
- What a Kingdom It Was, (1960)
- Flower Herding on Mount Monadnock, (1964)
- Body Rags, (1968)
- The Book of Nightmares, (1973), ISBN 978-0-395-12098-9
- The Avenue Bearing the Initial of Christ into the New World: Poems 1946-64 (1974)
- Mortal Acts, Mortal Words, (1980), ISBN 978-0-395-29125-2
- After Making Love We Hear Footsteps, (1980)
- Blackberry Eating, (1980)
- Selected Poems, (1982), ISBN 978-0-395-32045-7
- How the Alligator Missed Breakfast, (1982), ISBN 978-0-395-32436-3
- The Fundamental Project of Technology, (1983)
- The Past, (1985), ISBN 978-0-395-39385-7
- When One Has Lived a Long Time Alone, (1990), ISBN 978-0-394-58856-8
- Three Books, (2002), ISBN 978-0-618-21911-7
- Imperfect Thirst, (1996), ISBN 978-0-395-75528-0
- A New Selected Poems, (2001), ISBN 978-0-618-15445-6
- Strong Is Your Hold, (2006), ISBN 978-0-618-22497-5

### Vydání v češtině
- Věci, o kterých nemluvím, (1986), výbor, překlad Antonín Přidal.
- Proč litovat?, (2011), výbor, překlad Antonín Přidal. ISBN 978-80-7432-106-1

### Novely
- Black Light. Houghton Mifflin. 1966.